# Avondale Shipyard
Die Avondale Shipyard ist eine Werft in den Vereinigten Staaten. Das Werftgelände befindet sich ca. 20 Meilen flussaufwärts von New Orleans, Louisiana am westlichen Ufer des Mississippi River.

## Geschichte
Die Gesellschaft wurde 1938 gegründet, in den 1950ern wurden erstmals hochseetaugliche Schiffe gebaut. Zwischen 1959 und 1985 gehörte das Unternehmen der Ogden Corporation, danach Litton Industries. Diese wurde 2001, mit Avondale, von Northrop Grumman aufgekauft.
Bei Avondale wurden auch mehrere Kriegsschiffe für die United States Navy gebaut, unter anderem Zerstörer der Charles-F.-Adams-Klasse. In den frühen 1980er Jahren wurde das Schlachtschiff Iowa dort umfassend modernisiert. Zeitweise war die Werft mit über 26.000 Beschäftigten der größte Arbeitgeber des US-Bundesstaates Louisiana. 1996 zog Avondale den ersten Auftrag für ein Schiff der San-Antonio-Klasse an Land, von den sieben weiteren Schiffen gingen sechs ebenfalls nach New Orleans.
2010 gab Northrop bekannt, Avondale schließen zu wollen, und den Schiffbau an der Golfküste stattdessen bei Ingalls Shipbuilding zu konsolidieren. Zu diesem Zeitpunkt beschäftigte die Werft 5000 Mitarbeiter, weitere 6500 Arbeitsplätze hingen indirekt an der Werft.